# Rafael Conde "El Titi"
Rafael Conde Santiago  (Talavera de la Reina, 10 de septiembre de 1938 - Valencia, 19 de agosto de 2002), conocido por el nombre artístico de El Titi, fue un artista de variedades español.Fue especialmente popular durante la Transición gracias a canciones como "Libérate" y "El Gitano Colorines", que revindicaban la vivencia libre de la homosexualidad.

## Biografía
Tras vivir en Málaga, a los 19 años llegó a Valencia, donde hizo su primera actuación en el teatro Alkázar, con el espectáculo Lluvia de estrellas.
Algunos éxitos suyos, como "Libérate", canción que reivindicaba las libertades homosexuales (interpretada posteriormente por artistas como Paco España o La Otxoa) o El gitano Colorines, junto a No me llames titi, que le dio el apodo, lo hicieron pasar al imaginario colectivo de la canción de variedades en la Comunidad Valenciana, volviéndose una referencia ineludible de escenarios y festejos.

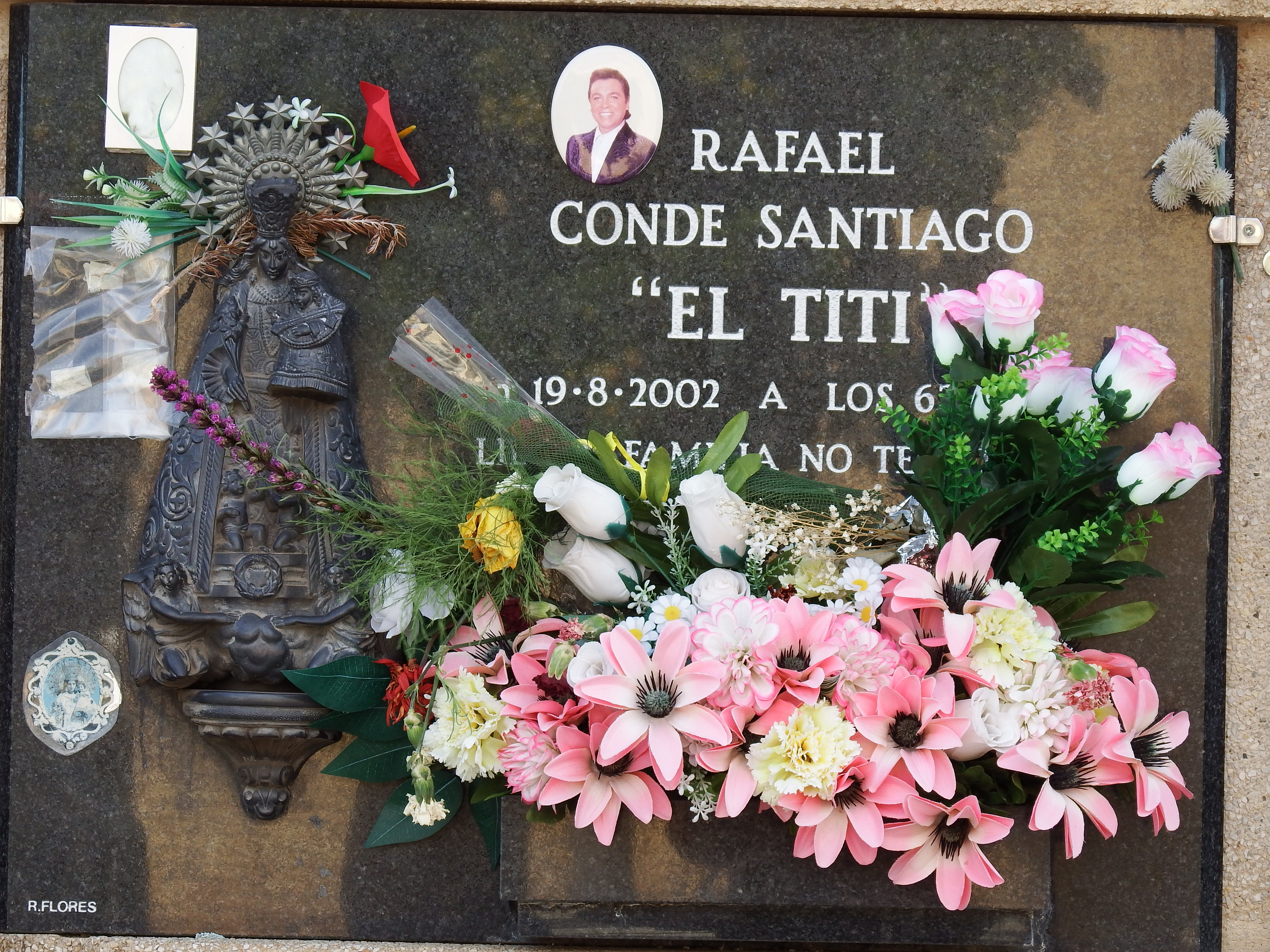
Nicho de El Titi en el Cementerio General de Valencia

Vivió en Valencia hasta su muerte en el año 2002 por una cardiopatía.Se instaló una capilla ardiente en el Teatro Principal de València, y fue enterrado en el Cementerio General de Valencia.

## Reconocimientos
Fue nombrado hijo adoptivo de Valencia, y cuenta con un busto en el barrio de Ruzafa. En 2006 el Ayuntamiento de Valencia editó el libro de Rafael Brines Lorente Rafael Conde "El Titi". Un valenciano de adopción.En 2021 se estrenó el musical Libérate, que homenajeaba su trayectoria y fue dirigido por Juan Ramón Castillo.

## Discografía

### Álbumes de estudio
- Rafael Conde "El Titi" (Belter, 1966).
- Éxitos de El Titi (Belter, 1970).
- Noche de Fallas (Belter, 1975).
- Mi Vida Privada (Belter, 1976).
- El Titi Canta a Valencia (Doblon, 1983).
- Tú y La Barca / Mi Vida Privada (con Pedrito Rico) (Perfil, 1992).
- Libérate (BCN Records, 1993).